# Golden Hinde (Vancouver Island Ranges)
Der Golden Hinde ist ein Berg in den Vancouver Island Ranges auf Vancouver Island, British Columbia, Kanada. Mit 2195 m ist er der höchste Gipfel der Insel. Der Berg befindet sich nahe dem geografischen Zentrum von Vancouver Island. Und er ist auch fast zentral gelegen im 2.458 km² (605.408 acres) großen Strathcona Provincial Park, am Kopf des Wolf River und westlich des Buttle Lakes, ungefähr 25 km (16 mi) südöstlich der Gemeinde Gold River. Der Gipfel ist sehr populär bei Menschen, die gerne abseits der Hauptrouten klettern wollen (Backcountry-Kletterer). Der Berg wurde erstmals im Jahr 1913 bestiegen. Er besteht aus Basalt und ist Teil der Karmutsen-Formation.
Der Berg ist nach dem Schiff von Sir Francis Drake benannt, das Golden Hinde hieß. Die Benennung wurde durch einen früheren Pelzhandel-Kapitän veranlasst, der sich an Drakes Schiff erinnert fühlte, als sich ein Sonnenuntergang am Berg widerspiegelte (der von der Westküste der Insel zu sehen ist). Weiterhin erfolgte sie in Erinnerung an die angebliche Präsenz Drakes an der Küste der zukünftigen Provinz British Columbia im Zuge seiner Weltumsegelung von 1577 bis 1580 (Nova Albion). Der heutige Name Golden Hinde wurde erst 1938 offiziell verliehen, als in einem Pelzhändler-Protokoll ein Hinweis auf den Gipfel erfolgte. Der alternative Name „The Rooster’s Comb“ (dt.: „Der Hahnkamm“) wurde von frühen Alpinisten wegen des Aussehens des Berges verwendet.

Golden Hinde
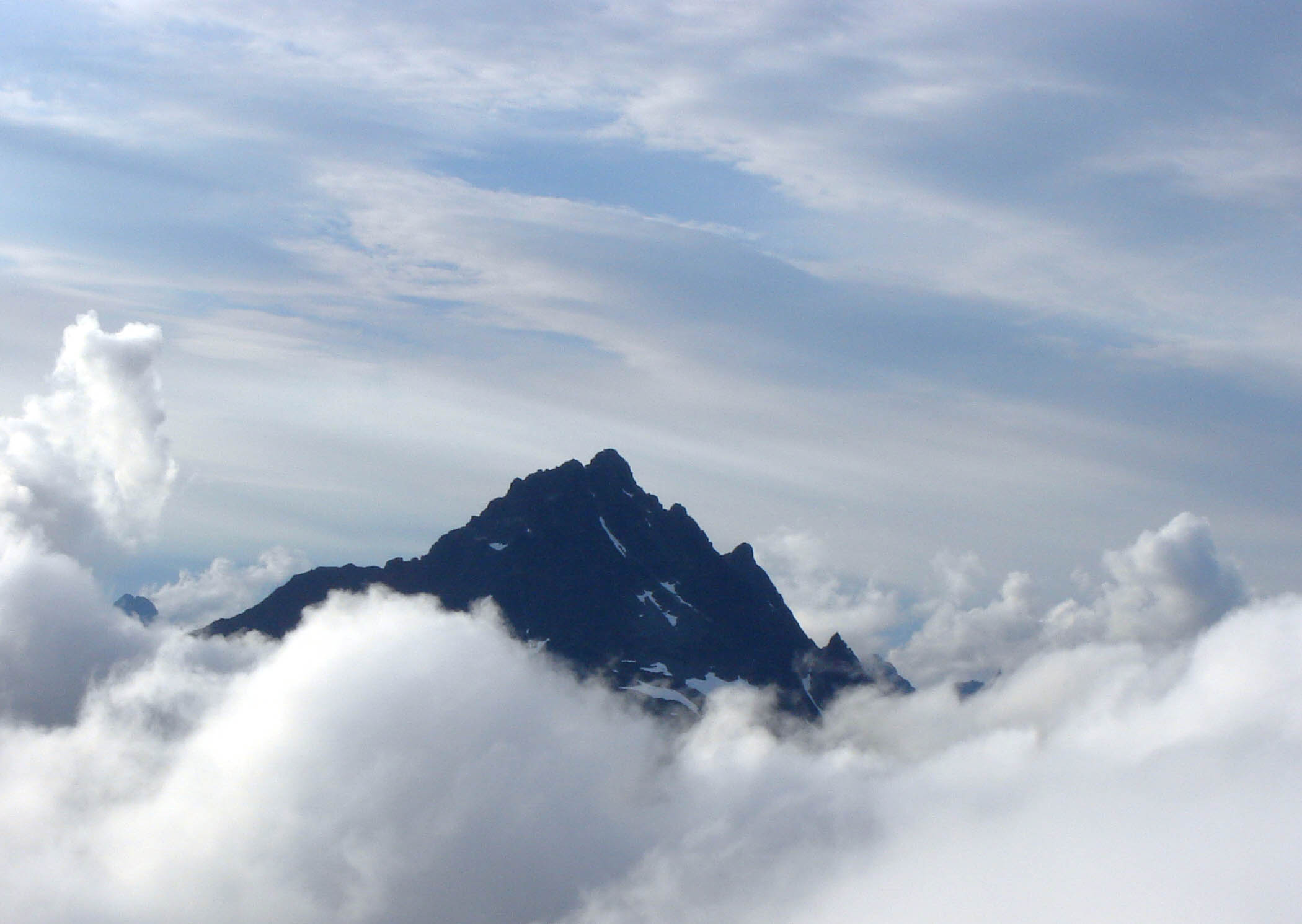
Süd-Blick, August 2006.
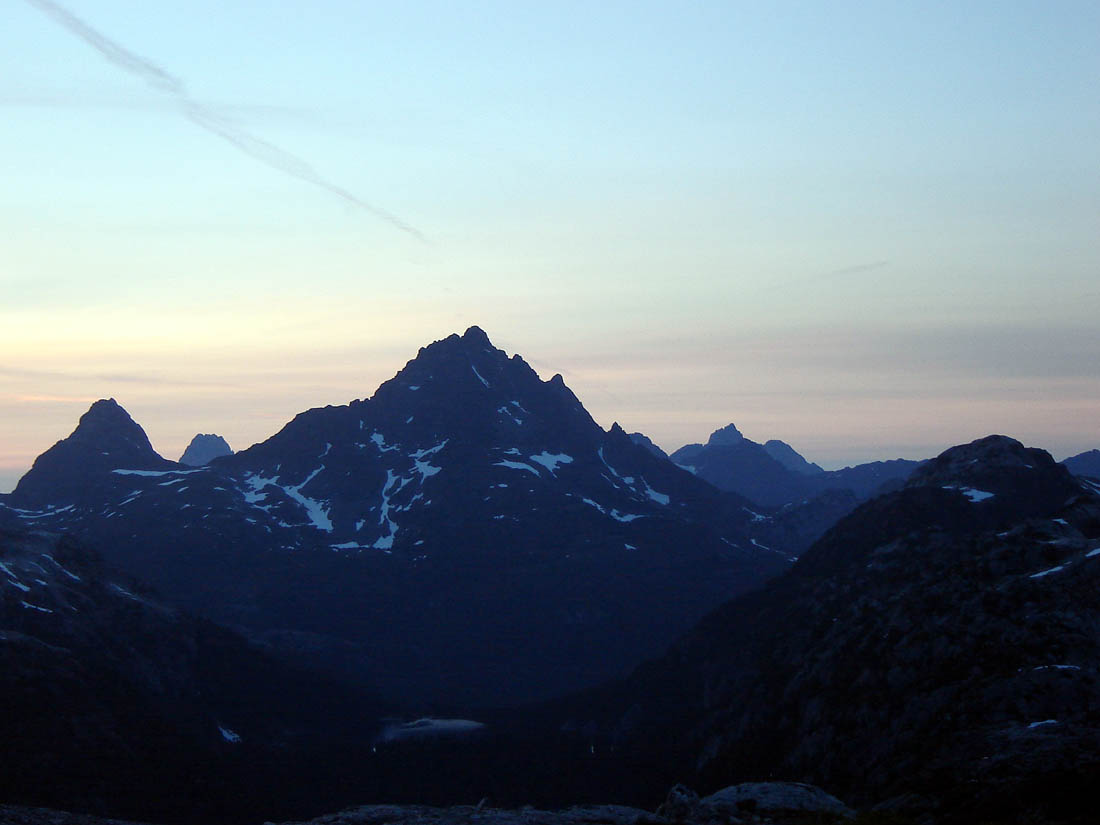
Süd-Blick, August 2006.